# Stockholms litteraturmässa
Stockholms litteraturmässa äger rum sedan 2016 i Kulturhuset Stadsteatern vid Sergels torg i Stockholm. Litteraturmässan, som är ensam i sitt slag, arrangeras årligen av en ideell förening. Utmärkande är dess utställning, kurerad av en bokhandel och andra aktörer där femtiotalet förlag och tidskrifter visar sin utgivning. Utställningen innehåller ett scenprogram där författare samtalar med författare lika mycket om den senaste boken som om andra perspektiv på skrivande och läsande.
Tema för Stockholms litteraturmässa år 2022–2024 har varit ”Den tryckta boken”, ”Litterär hållbarhet” och ”Konsten att läsa”. Sedan 2023 har Stockholms litteraturmässa ett kvällsprogram med framträdande poeter, författarsamtal på scen, bar, dj och fest som arrangeras i Musikaliska Kvarteret vid Nybrokajen.